# ホープ (たばこ)

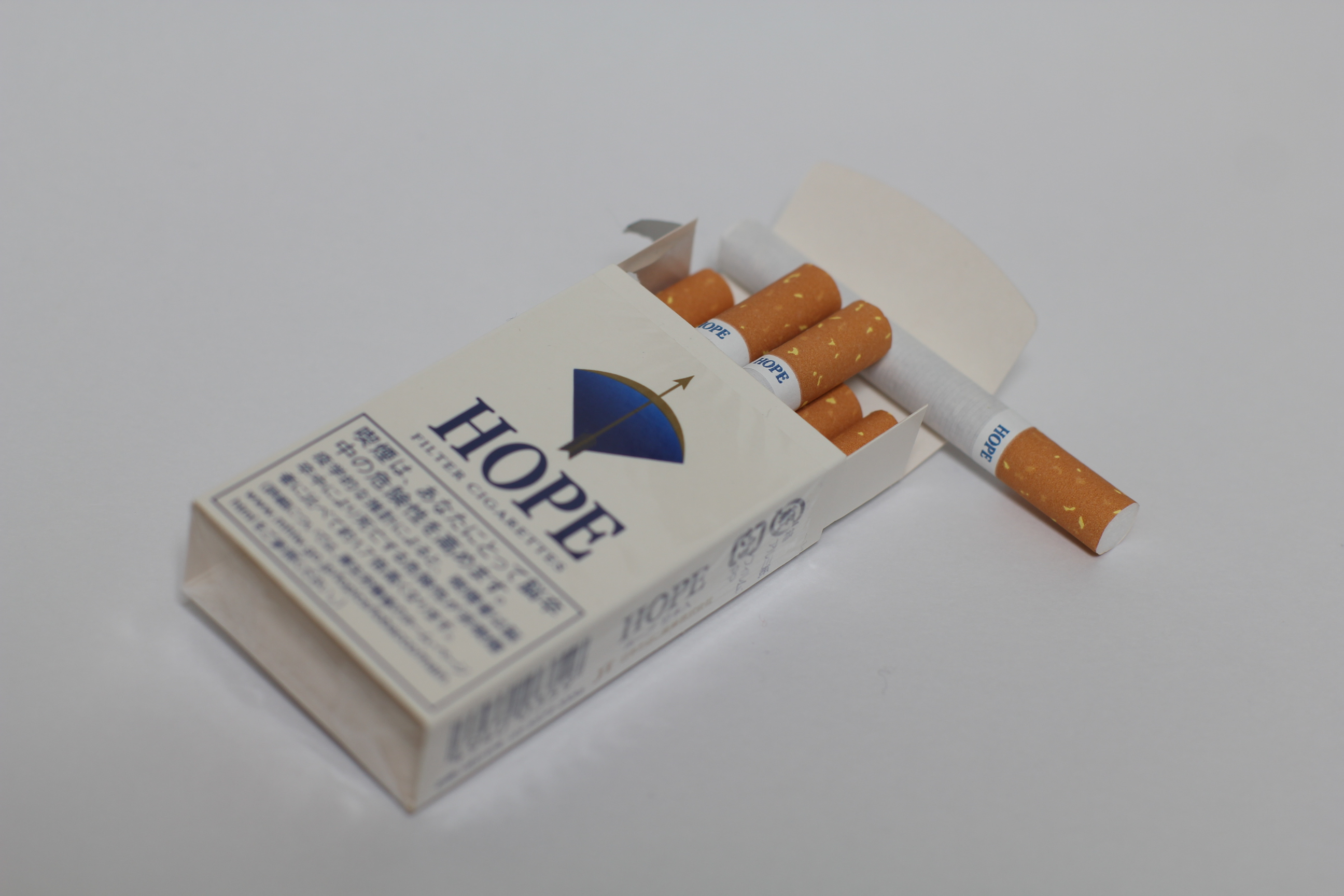
ホープ（10本入）。2014年のデザイン変更前のパッケージ

ホープ（HOPE）は、日本たばこ産業が製造・販売している紙巻たばこの銘柄の一つ。
ホープ（10本入）は「ショートホープ」の愛称で親しまれているロングセラー製品である。ピースと同様に、戦前にも同名商品があった（1931年4月1日 - 1940年9月15日）が、現行ホープとの関連はない。

## 概要
日本専売公社時代の1957年7月1日、ホープ（10本入）が国産初のフィルター付きたばことして発売された。現在販売されている製品は全て10本入で小箱詰め。全長70ミリ・巻周26ミリの短く太い巻きが生み出す「吸いごたえ」や豊かな「煙量感」のある喫味が特徴である。
発売当時のキャッチコピーは『あなたの夢を生かした新しいたばこ』。後のホープ（10）の代表的キャッチフレーズは『芯からずぶとい』。ホープライトは 『ホープに火をつけて』、ホープメンソールは『SHORT IS GOOD』と『HPM』。スーパーライトは、『選ぼう!たのしも!』であった。
黄色種（糖分が多く甘い香りがする）を主体とした刻みに香料を添加したセミアメリカンブレンドと呼ばれる製品で、香料は蜂蜜やシナモンの香りが用いられている。

## パッケージ
パッケージデザインの弓矢は、ローマ神話のクピードー（キューピッド）の持つ弓矢をイメージしたものである。弓矢の色は銘柄によりホープ（10本入）は紺、ライトは赤、スーパーライトはモノトーン、メンソールは緑。
- ホープ（10本入）のデザインは、発売開始当初に比べ、ロゴタイプの“HOPE”の文字は比率が小さく、セリフ部分などプロポーションが太く（1995年11月中旬にマイナーチェンジし、同時にタール/ニコチン値が15mg/1.3mgから14mg/1.2mgに変更された[3]）なっている。他に注意文言などが挿入されているが、基本的には発売開始当初のイメージを保っていた。このパッケージデザインは塩塚四郎である[1]。
- ホープ・ライトに関しても発売当時はホープ（10本入）と異なるデザインが採用されていたが[4]、1995年11月のホープ（10本入）のマイナーチェンジ時にデザインを統一[注釈 2][4]し、それ以降に発売されたメンソール及びスーパーライトも弓矢の色が違うだけで、基本的にはホープ（10本入）と同じものであった[5]。その後、まずスーパーライトが2009年（平成21年）3月から従来のシルバーの矢からクラフト調の地色にモノトーンへとパッケージが変更され、同年10月にはライト、メンソールもスーパーライトに準拠したクラフト調のパッケージにリニューアルされた。同時にライトはチャコールフィルターを採用し喫味が変更されている。
- 2014年2月にパッケージデザインが変更され[広報 1]、ホープ（10本入）のデザインをベースにしつつ弓矢を立体的に、“HOPE”の文字に影を入れるなどのアレンジを施した新パッケージとなると同時に、再び4銘柄でデザインが統一された。なお、喫味に変更はなし。
- 2014年4月から期間限定で発売された「ホープ・ドライゴールド」（箱全体が金）「ホープ・サワーレッド」（箱全体が赤）[広報 2]や同年11月から期間限定で発売された「ホープ・ホットブラック」（箱全体が黒）「ホープ・パッションイエロー」（箱全体が黄色）[広報 3]も、基本的なデザインはほかのモデルに同じ。ただし、「ホットブラック」と「パッションイエロー」は左側に模様がデザインされている。

なお、2014年2月のリニューアル以前は、「ライト」、「スーパーライト」、「メンソール」の内箱には銘柄によって異なるイラストが描かれていた。たとえば武士が弓矢を引いている絵が描かれていたり、じゃんけんの手が描かれているなどの隠れた遊び心がある。初期パッケージにはボール紙にエンボス加工が施されていた（銘柄によっては包まれている銀紙も異なる）。

## 製品一覧

### 販売終了製品
- かつて販売されていたホープ（20本入）は、ロングサイズ[注釈 3]でソフトパッケージであった。通称「ロングホープ」[8]。パッケージの弓矢のマークは朱色に近い赤色で、現行のホープより若干小さめである。またこのパッケージのロゴタイプは通常のものがローマン体“HOPE”なのに対しセンチュリーゴシックで“hope”となっているなどの違いが見られる[2]。現行のホープが全て同じレギュラーサイズの長さであるにもかかわらず「ショートホープ」と称されるのは、かつてこのホープ（20本入）が存在した事による。作家の中島らもが愛用しており、作品中にも登場する。
- ホープ・メンソールの発売当初には小箱に収まる専用サイズの樹脂製のシガーケースも一緒に売られていた。